# Правительство Мамуки Бахтадзе
Правительство Мамуки Бахтадзе — правительство Грузии, сформированное и утверждённое 20 июня 2018 года.

## История
20 июня 2018 года парламент Грузии утвердил новое правительство Грузии, новым премьер-министром стал Мамука Бахтадзе, ранее занимавший должность министра финансов.

## Состав
| Должность                                                                                       | Министр                                            | Фото | Начало полномочий | Конец полномочий |
| ----------------------------------------------------------------------------------------------- | -------------------------------------------------- | ---- | ----------------- | ---------------- |
| Премьер-министр                                                                                 | Мамука Бахтадзе მამუკა ბახტაძე (р. 1982)           |      | 20 июня 2018      |                  |
| Министр внутренних дел Вице-премьер                                                             | Георгий Гахария გიორგი გახარია (р. 1982)           |      | 13 ноября 2017    |                  |
| Министр регионального развития и инфраструктуры Вице-премьер                                    | Майя Цкитишвили მაია ცქიტიშვილი (р. 1974)          |      | 30 марта 2018     |                  |
| Министр экономики и устойчивого развития                                                        | Дмитрий Кумсишвили დიმიტრი ქუმსიშვილი (р. 1974)    |      | 13 ноября 2017    | 21 июня 2018     |
| Министр экономики и устойчивого развития                                                        | Георгий Черкезишвили გიორგი ჩერქეზიშვილი (р. 1979) |      | 21 июня 2018      | 14 июля 2018     |
| Министр экономики и устойчивого развития                                                        | Георгий Кобулия გიორგი ქობულია (р. 1970)           |      | 14 июля 2018      |                  |
| Министр иностранных дел                                                                         | Давид Залкалиани დავით ზალკალიანი (р. 1968)        |      | 20 июня 2018      |                  |
| Министр финансов                                                                                | Николоз Гогуа ნიკოლოზ გაგუა (р. 1975)              |      | 13 июня 2018      | 12 июля 2018     |
| Министр финансов                                                                                | Иван Мачавариани ივანე მაჭავარიანი (р. 1974)       |      | 12 июля 2018      |                  |
| Министр обороны                                                                                 | Леван Изория ლევან იზორია (р. 1974)                |      | 1 августа 2016    |                  |
| Министр образования и науки                                                                     | Михаил Чхенкели მიხეილ ჩხენკელი (р. 1968)          |      | 13 ноября 2017    | 14 июля 2018     |
| Министр культуры и спорта                                                                       | Михаил Гиоргадзе მიხეილ გიორგაძე (р. 1967)         |      | 15 декабря 2017   | 14 июля 2018     |
| Министр образования, науки, культуры и спорта                                                   | Михаил Батиашвили მიხეილ ბატიაშვილი (р. 1971)      |      | 14 июля 2018      |                  |
| Министр охраны окружающей среды и сельского хозяйства                                           | Леван Давиташвили ლევან დავითაშვილი (р. 1978)      |      | 15 декабря 2017   |                  |
| Министр юстиции                                                                                 | Теа Цулукиани თეა წულუკიანი (р. 1975)              |      | 25 октября 2012   |                  |
| Министр по делам вынужденно перемещенных с оккупированных территорий лиц, беженцев и расселению | Давид Сергеенко დავით სერგეენკო (р. 1963)          |      | 25 октября 2012   |                  |